# Kenny Dorham
McKinley Howard "Kenny" Dorham, född 30 augusti 1924 i Fairfield, Texas, död 5 december 1972, var en amerikansk jazztrumpetare, sångare och kompositör.
Dorham har lovordats av musikkritiker och andra musiker men nådde aldrig samma berömdhet som många samtida musiker. På grund av detta har jazzkritikern Gary Giddins hävdat att Dorhams namn blivit "så gott som synonymt med underskattad."
Dorham skrev jazzstandarden "Blue Bossa", som först förekom på Joe Hendersons album Page One.